# Religión en Canadá
En su característica multicultural, en Canadá se manifiestan muchos tipos de religiones diferentes, ninguna de ellas es oficial.
Según cifras suministradas por el instituto de estadísticas de Canadá, más del 80% de la población canadiense profesa alguna creencia religiosa. 5 de cada 10 ciudadanos se confiesa cristiano, ya sea católico o protestante, las dos religiones más importantes del país. En 2021, más de 19,3 millones de personas informaron una religión cristiana, o poco más de la mitad de la población canadiense (53,3%). Sin embargo, este porcentaje es inferior al 67,3% de 2011 y al 77,1% de 2001.

## Cristianismo
En los primeros años de este período el cristianismo canadiense eran muy principales los católicos del tipo francés. Tras la Guerra de los Siete Años (1756-1763) Canadá fue cedido a Gran Bretaña por Francia, acompañado de un inusitado establecimiento religioso. Por el Acta de Quebec de 1774 se garantizaba a la religión católica el libre ejercicio, y el Acta Constitucional 1791 prácticamente daba al catolicismo el control de lo que llegó al Bajo Canadá. Como resultado, el catolicismo está en posición dominante en la vida religiosa de Canadá.
La considerable inmigración protestante de los Estados Unidos e Inglaterra a Canadá, durante y después de la Guerra de Revolución dio a la Iglesia de Inglaterra un punto de apoyo en Canadá. Después de un período de prueba y error con respecto al mantenimiento estatal y a la organización eclesiástica, la Iglesia de Inglaterra en Canadá fue organizada en 1861, aunque no estaba mantenida ni gobernada por el gobierno. En 1893 se formó un sínodo general para gobernar Iglesia de Inglaterra en Canadá.
En el siglo XX esta denominación no ha mantenido numéricamente el paso con otros grupos, y parte de la razón es la menguante migración de Inglaterra. Aunque favorece la unión de una unión eclesiástica interdenominacional con el estado en Canadá, la Iglesia Inglaterra se negó a ingresar a la Iglesia Unida de Canadá , esa iglesia fue organizada en 1925 por metodistas, presbiterianos y congregacionalistas, porque los otros partidos se negaron a contra el episcopado histórico.
Aunque fue uno de los primeros grupos en empezar a trabajar en Canadá, el congregacionalismo nunca se convirtió realmente en parte prominente del cristianismo canadiense. Los bautistas presbiterianos se beneficiaron con las escisiones de esta denominación. A pesar de la valiente obra de una sociedad misionera unida organizada por congregacionalistas, bautistas, y presbiterianos en 1827, y a la obra de Sociedad Misionera Colonial formada e Inglaterra en 1836, el congregacionalismo canadiense contaba apenas con 12.586 miembros cuando la Iglesia Unida de Canadá los absorbió en 1925.

### Catolicismo

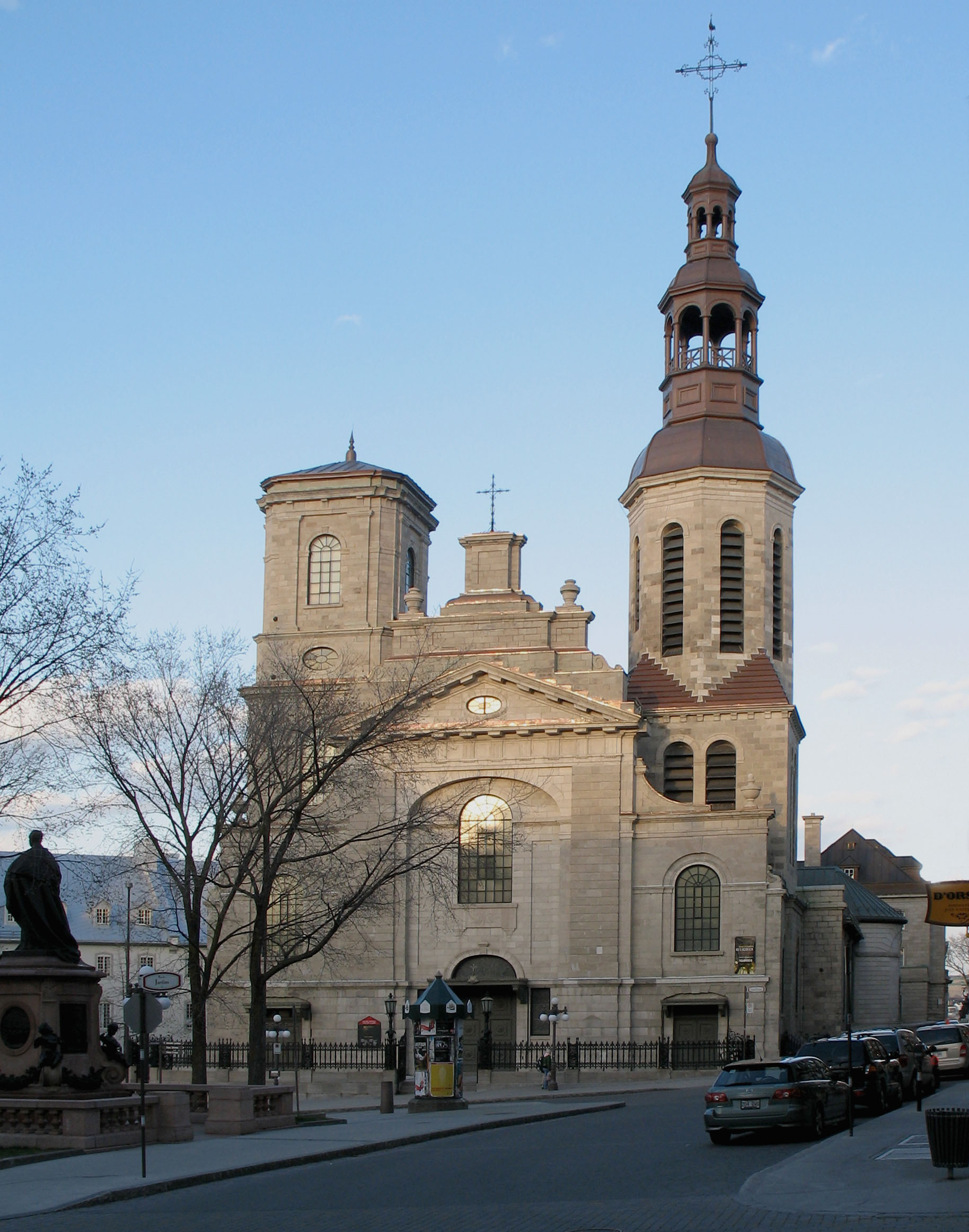
Basílica-Catedral de Notre-Dame de Quebec.

El catolicismo fue la primera religión extranjera que vino a Canadá debido en parte por la colonización francesa que dominó principalmente Quebec y algunas zonas de Ontario y de las provincias marítimas. El norte canadiense prácticamente nunca llegó a ser tan católico ni hubo tanta presencia francesa, y en ese tiempo aún seguía dominada por los idiomas, costumbres y religiones de la población nativa, aunque no tardó mucho para que se extinguieran, a principios del siglo XVIII se estableció la colonización de Gran Bretaña, quienes lograron establecer la Iglesia de Inglaterra y otras misiones protestantes. Aunque Canadá fue fiel al catolicismo, expulsó a cualquier misionero protestante, mientras que Estados Unidos favoreció la religión que trajo Inglaterra.[cita requerida]

### Protestantismo

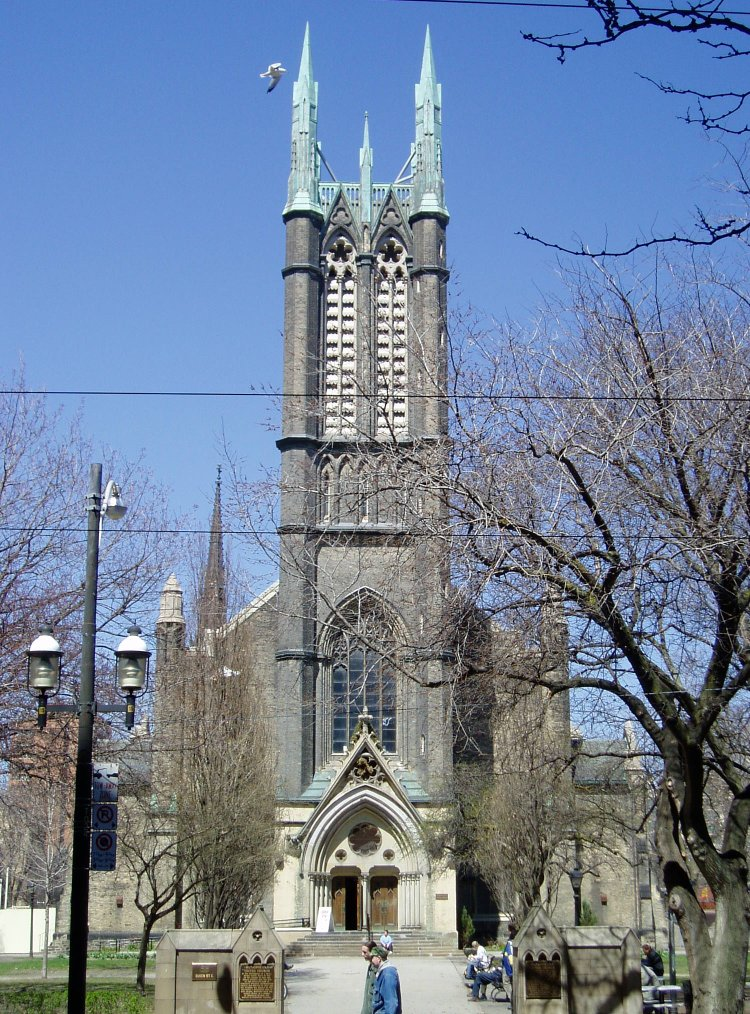
La Iglesia Metodista Metropolitana de Toronto (Iglesia Unida de Canadá).

Gracias a la notable inmigración británica, y estadounidense en Canadá, países mayoritariamente protestantes, las misiones protestantes volvieron a surgir en Canadá.
- Principales ramas protestantes:
  - Comunión Mundial de Iglesias Reformadas
    - Iglesia Unida de Canadá
      - Fusión de cuatro iglesias: 
        - La Iglesia Metodista de Canadá,
        - la Unión Congregacional de Ontario y Quebec,
        - dos tercios de las congregaciones de la Iglesia Presbiteriana de Canadá y
        - la Asociación de Iglesias de la Unión Local, un movimiento predominantemente de las provincias de las praderas canadienses.

    - Iglesia Presbiteriana de Canadá

  - Iglesia Anglicana de Canadá
  - Iglesia Adventista del Séptimo Día
  - Fraternidad Mundial de las Asambleas de Dios
    - Asambleas Pentecostales de Canadá
    - Asambleas de Dios Canadienses
    - Asambleas Pentecostales de Terranova y Labrador

  - Alianza Bautista Mundial
    - Ministerios Bautistas Canadienses

  - La Iglesia de Jesucristo de los Santos de los Últimos Días
  - Testigos de Jehová

Canadá se consideraba un país mayoritariamente católico, aunque teóricamente la población sí llegó a ser casi absolutamente protestante, (favoreciendo al Metodismo, Presbiterianismo y Luteranismo) entre los mediados del siglo XIX hasta principios de la década de 1920; seguidamente Canadá tendió nuevamente hacia el catolicismo, aunque en la década de 1960 la Iglesia protestante volvió a extenderse otra vez, siendo la segunda rama cristiana más grande en la actualidad (después de la católica). Casi un tercio de la población canadiense se confiesa protestante.

## Ateísmo y Agnosticismo
El ateísmo y agnosticismo en Canadá fue un nuevo movimiento no católico o movimiento antirreligioso que surgió entre las décadas 1950-1960 por las nuevas ideas de separar a la población canadiense tanto de la Iglesia católica como de la protestante. A partir de estas décadas surgió lo que se ha dado en llamar la «década de la rebeldía» donde la obediencia a la Iglesia ha decaído. Aproximadamente 12,6 millones de personas, o más de un tercio de la población de Canadá, informaron no tener afiliación religiosa o tener una perspectiva secular (ateos, agnósticos, humanistas y otras perspectivas seculares). La proporción de esta población se ha más que duplicado en 20 años, pasando del 16,5 % en 2001 al 23,9 % en 2011 y al 34,6 % en 2021.

## Judaísmo, Islam e Hinduismo
En la segunda mitad del siglo XX empezó a llegar a Canadá inmigración de Asia (India, Pakistán y el mundo árabe), de África subsahariana y del Sureste de Asia (Indonesia), estableciéndose nuevas colonias principalmente en Toronto, donde se encuentran pequeñas sedes del islam (mundo árabe e Irán), judaísmo (asquenazíes y sefardíes) e hinduismo (India e Indonesia). Después del cristianismo, el Islam fue la segunda religión más comúnmente reportada en Canadá en 2021, con casi 1,8 millones, o 1 de cada 20 personas. En 20 años, la proporción de la población musulmana en Canadá ha aumentado más del doble , del 2,0 % en 2001 al 4,9 % en 2021.
En 2021, cerca de 830.000 personas, o el 2,3% de la población total, informaron una afiliación al hinduismo. Al igual que los musulmanes, la proporción de la población con el hinduismo como religión se ha más que duplicado en los últimos 20 años y ha aumentado desde el 1,0% en 2001.